# Anachipteria pratensis
Anachipteria pratensis är en kvalsterart som beskrevs av Scull, Jeleva och Cruz 1984. Anachipteria pratensis ingår i släktet Anachipteria och familjen Achipteriidae. Inga underarter finns listade i Catalogue of Life.